# آنا مليكيان
آنا مليكيان ولدت في باكو (الاتحاد السوفياتي) يوم8 فبراير 1976هي كاتبة سناريو و منتجة روسية -أرمنية منحت عدة جوائز على أعمالها .
بعد مشاركتها في مهرجان صاندانس السينمائي ، كانت في مرتبة أعلى 10 مخرجين.

## اعمالها

### افلام
- حورية البحر (2007)

## وصلات خارجية
- آنا مليكيان على موقع IMDb (الإنجليزية)
- آنا مليكيان على موقع ألو سيني (الفرنسية)
- آنا مليكيان على موقع أول موفي (الإنجليزية)
- آنا مليكيان على موقع قاعدة بيانات الفيلم (الإنجليزية)
- آنا مليكيان على موقع كينوبويسك (الروسية)